# Reiss Motivation Profile
Reiss Motivation Profile – naukowo opracowane podejście do motywacji wewnętrznej człowieka. Metoda została opracowana w Stanach Zjednoczonych przez prof. Stevena Reissa, amerykańskiego psychologa klinicznego na Ohio State University. Jej głównym założeniem jest określenie wewnętrznej motywacji człowieka za pomocą tzw. 16 podstawowych motywatorów życiowych. Osoba, która chce poznać własny profil motywacyjny wypełnia kwestionariusz online składający się ze 128 stwierdzeń. Wynik badania wskazuje jak kształtuje się hierarchia wartości tej osoby oraz przez pryzmat jakich wartości postrzegana jest przez nią rzeczywistość.

## 16 Motywatorów RMP
Motywatory życiowe to uniwersalne, potwierdzone naukowo impulsy, które motywują do działania i określają indywidualną motywację wewnętrzną. Ich uniwersalność oznacza to, że motywują one wszystkich ludzi. Każdy w większym lub mniejszym stopniu jest motywowany przez wszystkie 16 motywatorów, ale w innym natężeniu.
Definicje motywatorów:
- Władza - opisuje potrzebę przywództwa i wywierania wpływu.
- Niezależność - opisuje potrzebę przynależności emocjonalnej do grupy.
- Ciekawość - opisuje potrzebę zdobywania nowej wiedzy.
- Uznanie - opisuje w jaki sposób budujemy pozytywny obraz swojej osoby.
- Porządek - opisuje potrzebę struktury oraz klarownych zasad.
- Gromadzenie - opisuje potrzebę posiadania rzeczy i otaczania się nimi.
- Honor - opisuje potrzebę przestrzegania zasad.
- Idealizm - opisuje potrzebę angażowania się w sprawy społeczne i działania pro publico bono.
- Kontakty społeczne - opisuje potrzebę częstych kontaktów z innymi ludźmi.
- Rodzina - opisuje potrzebę sprawowania opieki i troska o dzieci i o najbliższych.
- Status - opisuje potrzebę przynależności do elitarnej grupy.
- Rewanż - opisuje potrzebę konkurowania z innymi.
- Piękno - opisuje potrzebę estetyki i zmysłowości.
- Jedzenie - opisuje potrzebę delektowania się posiłkami.
- Aktywność fizyczna - opisuje potrzebę uprawiania sportu i bycia aktywnym.
- Spokój - opisuje potrzebę stabilizacji emocjonalnej.

## Profilu motywacyjny - graficzne przedstawienie

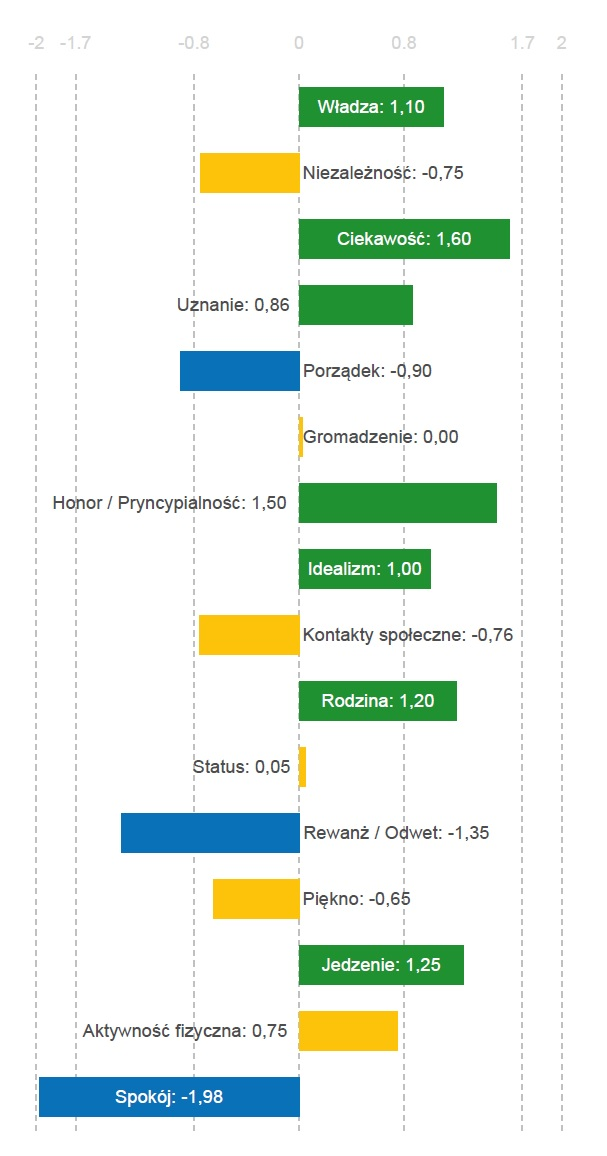
Przykładowy wykres RMP

Reiss Motivation Profile to narzędzie psychometryczne, które w przystępny sposób przedstawia skomplikowane zagadnienia związane z motywacją wewnętrzną. Pokazuje indywidualne wartości 16 motywatorów w formie graficznej na wykresie słupkowym. Motywatory przyjmują wartości od -2,00 do +2,00. W zależności od tego przedstawione są w kolorach:
- zielonym: wysoka wartość (od +0,80 do +2,00)
- żółtym: średnia wartość (od-0,79 do +0,79)
- niebieskim: niska wartość (od-2,00 do -0,80)

Zgodnie z logiką rozkładu normalnego, większość populacji (60%) osiąga wyniki poszczególnych motywatorów w zakresie od -0,79 do +0,79 (przedstawione na wykresie w kolorze żółtym). Wartości przedstawione w kolorze zielonym i niebieskim są mniej popularne, a tym samym bardziej charakterystyczne i występują u 20% populacji (każdy obszar). Są to tak zwane drivery motywacyjne. Baza normatywna składa się obecnie z ponad 100 000 respondentów z Europy, Ameryki Północnej i Azji.

## Trafność i rzetelność Reiss Motivation Profile[1]
| Motywatora                                                | rb  | ac  | Analiza czynnikowad | Trafność (zbieżna, różnicowa, kryterialna)e |
| --------------------------------------------------------- | --- | --- | ------------------- | --- |
| Władza                                                    | .84 | .86 | √√√√                | Dodatnia korelacja ze skalą dominacji Personality Research Form, r = 0,55, p < 0,01. Dodatnia korelacja z ekstrawersją z modelu Wielkiej piątki, r = 0,39, p < 0,01. W porównaniu z introwertykami według modelu MBTI ekstrawertycy uzyskali średnio odchylenie standardowe wyższe o 0,39 na skali władzy RMP, t(93) = 2,06, p < 0,05, d = 0,40. |
| Niezależność                                              | .72 | .71 | √√√                 | Ujemna korelacja z ugodowością w pięcioczynnikowym modelu osobowości, r = -0,29, p < 0,01. Ujemna korelacja z Relationship Satisfaction Scale p < 0,05. W porównaniu z introwertykami z modelu MBTI, ekstrawertycy z tego modelu uzyskali wynik o 0,61 niższy na skali niezależności RMP, t(93) = -2,47, p < 0,05, d = 0,58. W badaniu nad religijnością (n = 558) wyniki na skali niezależności RMP spadały wraz ze wzrostem deklarowanej religijności, F(2555) = 7,6, p < 0,01. |
| Ciekawość                                                 | .84 | .82 | √√√                 | Dodatnia korelacja z otwartością na nowe doświadczenia z pięcioczynnikowego modelu osobowości, r = 0,46, p < 0,01. W porównaniu ze zróżnicowaną grupą badanych, złożoną z 737 osób, grupa magistrantów filozofii uzyskała bardzo wysoki wynik na skali RMP, t(787) = 7,20, p < 0,01, d = 1,06. 19 z 49 (38,8%) studentów ze słabymi wynikami uzyskało odchylenie standardowe co najmniej 0,8 poniżej normy dla ciekawości w porównaniu z 4 z 49 (8,1%), którzy uzyskali odchylenie standardowe co najmniej 0,8 powyżej normy pod względem ciekawości. |
| Uznanie                                                   | .80 | .83 | √√√                 | Dodatnia korelacja z neurotycznością z pięcioczynnikowego modelu osobowości, r = 0,50, p < 0,01. Dodatnia korelacja z Negative Affect, r = 0,46, p < 0,01. Ujemna korelacja ze skalą Purpose in Life, r = - 0,29, p < 0,01). W porównaniu ze zróżnicowaną grupą badanych, złożoną z 737 osób, grupa 71 sportowców uzyskała wynik poniżej średniej na skali uznania RMP, t(806) = 9,71, p < 0,001, d = 1,21. |
| Porządek                                                  | .81 | .87 | √√√                 | Dodatnia korelacja ze skalą porządku z Personality Research Form, r = 0,60, p < 0,01. Według modelu MBTI sędziowie uzyskują na tej skali wyższe wyniki niż obserwatorzy, t(92) = 4,00, p < 0,001, d = 0,83. Ujemna korelacja z otwartością na doświadczenia z pięcioczynnikowego modelu osobowości, r = -0,19, p < 0,05. Dodatnia korelacja z sumiennością z pięcioczynnikowego modelu osobowości, r = 0,33, p < 0,01. Dodatnia korelacja z neurotycznością z pięcioczynnikowego modelu osobowości, r = 0,33, p < 0,01. 314 osób zarejestrowanych jako dawcy organów uzyskało niższe wyniki na skali RMP niż 169 osób niezarejestrowanych, t(481) = -3,35, p < 0,01, d = 0,32.                                                                          |
| Gromadzenie                                               | .80 | .76 | √                   | Dodatnia korelacja z motywacją zewnętrzną, r = 030, p < 0,01). Dodatnia korelacja z neurotycznością z modelu Wielkiej piątki, r = 0,28, p < 0,01. Dodatnia korelacja z Negative Affect, r = 0,26, p < 0,01. 314 osób zarejestrowanych jako dawcy organów uzyskało niższe wyniki na skali gromadzenia RMP niż 169 osób niezarejestrowanych jako dawcy, t(481) = -3,29, p < 0,01, d = 0,31. |
| Honor / Pryncypialność                                    | .77 | .82 | √√√                 | Dodatnia korelacja z sumiennością z modelu Wielkiej piątki, r = 0,31, p < 01. Dodatnia korelacja z Purpose in Life, r = 0,33, p < 0,01. Dodatnia korelacja z Positive Affect, r = 0,20, p < 0,05. Grupa 137 chrześcijan, którzy określili się jako bardzo religijni, uzyskała odchylenie standardowe 0,52 na skali honoru RMP, wyższe niż grupa 86 chrześcijan i ateistów, którzy określili się jako niereligijni, t(1220) = 5,08, p < 0,01. Wyniki na skali honoru RMP były znacząco niższe u ludzi, którzy oglądali dwa lub więcej programów typu reality tv, F(2226) = 4,4, p < 0,02. Wyniki na skali honoru RMP rosną wraz z wiekiem, t(11713) = 10,0, d = 0,70.                                                                                    |
| Idealizm                                                  | .69 | .84 | √√√                 | Dodatnia korelacja z ugodowością z pięcioczynnikowego modelu osobowości, r = 0,30, p < 0,01. Dodatnia korelacja z sumiennością z pięcioczynnikowego modelu osobowości, r = 0,24, p < 0,01. Dodatnia korelacja z Purpose in Life, r = 0,28, p < 0,01. Dodatnia korelacja z motywacją wewnętrzną,mr = 0,24, p < 0,01. W porównaniu z grupą 737 osób znajdujących się w różnej sytuacji życiowej grupa 66 ochotników działających na rzecz lokalnej społeczności uzyskała wysoki wynik (duża potrzeba) na skali idealizmu RMP, t(801) = 3,31, p < 0,001, d = 0,43, podobnie jak grupa 49 protestanckich seminarzystów, t(784) = 5,18, p < 0,01, d = 0,77.                                                                                                  |
| Kontakty społeczne                                        | .81 | .86 | √√√                 | Dodatnia korelacja z ekstrawersją w modelu Wielkiej piątki, r = 0,58, p < 0,01. Dodatnia korelacja na z otwartością na doświadczenia według modelu Wielkiej piątki, r = 0,20, p < 0,05. W porównaniu z introwertykami według MBTI ekstrawertycy uzyskali odchylenie standardowe średnio wyższe o 1,03 na skali kontaktów towarzyskich RMP, t(93) = 5,16, p < 0,001, d = 1,08. Dodatnia korelacja z Purpose in Life, r = 0,25, p < 0,01. Dodatnia korelacja z Positive Affect, r = 0,26, p < 0,01. W porównaniu z grupą 737 osób znajdujących się w różnej sytuacji życiowej grupa studentów będących członkami stowarzyszeń studenckich uzyskała wysokie wyniki na skali kontaktów towarzyskich RMP (duża potrzeba), t(350) = 2,95, p < 0,01, d = 0,41. |
| Rodzina                                                   | .79 | .92 | √√√                 | Dodatnia korelacja z Purpose in Life, r = 0,33, p < 0,01. Dodatnia korelacja z Possitive Affect, r = 0,26, p < 0,01. Dodatnia korelacja z ugodowością z pięcioczynnikowego modelu osobowości, r = 0,22, p < 0,01. Dodatnia korelacja z sumiennością z pięcioczynnikowego modelu osobowości, r = 0,21, p < 0,01. W porównaniu z myślicielami według modelu MBTI, uczuciowcy uzyskali odchylenie standardowe 0,82 powyżej średniej na skali rodziny, t(93) = 3,23, p < 0,01, d = 0,74. Grupa 133 chrześcijan, którzy określili siebie jako bardzo religijnych, uzyskała wyższy wynik (duża potrzeba) na skali rodziny RMP niż grupa 86 chrześcijan i ateistów, którzy określili siebie jako w ogóle niereligijnych, t(1,220) = -3,55, p < 0,01.           |
| Status                                                    | .88 | .88 | √√√                 | Dodatnia korelacja z motywacją zewnętrzną, r = 0,42, p < 0,01. Dodatnia korelacja z Positive Affect, r = 0,22, p < 0,05. W porównaniu z grupą 737 osób znajdujących się w różnej sytuacji życiowej grupa 49 seminarzystów uzyskała bardzo niskie wyniki na skali statusu RMP (mała potrzeba), t(784) = -4,63, p < 0,01, podobnie jak grupa wolontariuszy działających na rzecz lokalnej społeczności, t(784) = -5,58, p < 0,01. Grupa studentów będących członkami stowarzyszeń studenckich uzyskała bardzo wysokie wyniki na skali statusu RMP (duża potrzeba), t(800) = 7,11, p < 0,01, d = 0,92. |
| Rewanż / Odwet                                            | .86 | .92 | √√√                 | Ujemna korelacja z ugodowością w modelu Wielkiej piątki, r = -0,61, p < 0,01. Dodatnia korelacja z neurotycznością w modelu Wielkiej piątki, r = 0,31, p < 0,05, Dodatnia korelacja z Negative Affect, r = 0,34, p < 0,01. Ujemna korelacja z Purpose in Life, r = -0,32, p < 0,01. W grupie 558 chrześcijan, którzy określili się jako bardzo religijni, wyniki na skali rewanżu były wyraźnie niższe niż u osób mniej religijnych, F(2555) = -4,74, p < 0,01. Wyniki na skali rewanżu RMP obniżają się z wiekiem, t(11713) = 9,77, p < 0,01, d = 0,91. |
| Eros (w wersji dla biznesu zastąpiony motywatorem Piękno) | .87 | .89 | √√√                 | Ujemna korelacja z religijnością (p < 0,01). Dodatnia korelacja z oglądaniem programów reality show (p < 0,01). Ujemna korelacja z ugodowością z modelu Wielkiej piątki, r = -0,23, p < 0,01, Wyniki w tej skali obniżają się z wiekiem, t(1713) = 8,33, p < 0,01, d = 0,41. |
| Jedzenie                                                  | .82 | .80 | √√√                 | W porównaniu ze zróżnicowaną grupą badanych, liczącą 737 osób, grupa 44 dorosłych z nadwagą uzyskała wynik znacząco powyżej średniej na skali jedzenia, t(779) = 4,55, p < 0,001, d = 0,71, podobnie jak grupa 55 uczniów ze szkół gastronomicznych, t(795) = 3,43, p < 0,01, d = 0,47. |
| Aktywność fizyczna                                        | .82 | .89 | √√√                 | Dodatnia korelacja z uprawianiem sportów w szkole F(2412) = 33,1, p < 0,01. Dodatnia korelacja z Positive Affect, r = 0,44, p < 0,05. W porównaniu z grupą 737 osób znajdujących się w różnej sytuacji życiowej grupa 71 sportowców uzyskała bardzo wysoki wynik na skali aktywności fizycznej RMP (duża potrzeba), t(806) = 9,71, p < 0,01, d = 1,21. Grupa 65 kadetów również uzyskała wysoki wynik (duża potrzeba) na skali aktywności fizycznej RMP, t(800) = 6,26, p < 0,01, d = 0,81. Wyniki w tej skali obniżają się z wiekiem, t(11713) = 15,4, d = 0,86. |
| Spokój                                                    | .74 | .82 | √√√                 | Dodatnia korelacja z ASI, r = 0,58, p < 0,01 Dodatnia korelacja z neurotycznością z modelu Wielkiej piątki, r = 0,46,p < 0,01. Dodatnia korelacja z Negative Affect, r = 0,32, p < 0,01. W porównaniu z introwertykami w modelu MBTI ekstrawertycy uzyskali przeciętnie odchylenie standardowe niższe o 0,36 na skali spokoju RMP, t(93) = -2,22, p < 0,01, d = 0,35. |

a Określenie skali
b Korelacja rPearsona (test-retest): Rzetelność (stabilność) wyników w odstępie 4 tygodni
Test Test-Retest określa na ile wynik jest wiarygodny (czyli raz wygenerowane wyniki zostały potwierdzone kolejnym
testem), jeżeli kolejny test został wykonany w odstępie czasu przez tę samą osobę i w tych samych warunkach. Wartości
graniczne to 0,00 i 1,00. Im bliżej wynik jest przy 1,00 tym wyższa jakość testu. Powyższe wyniki świadczą o bardzo
wysokiej jakości testu.
c Alfa Cronbacha: Rzetelność (spójność wewnętrzna)
Współczynnik Cronbach Alpha pochodzi z badań rynkowych i został rozwinięty przez Cronbacha.
Mówi o tym, na ile jest rzetelna wieloczynnikowa skala. Wartości graniczne to 0,00 i 1,00. Im bliżej wynik jest przy 1,00
tym wyższa jakość testu. Powyższe wyniki świadczą o bardzo wysokiej jakości testu.
d Każdy taki znak √ oznacza, że została przeprowadzona z sukcesem eksploracyjna analiza czynnikowa.
e W oparciu o: The Reiss Motivation Profile What Motivates You? Steven Reiss (2013), Dykens & Rosner (1999); Engel, Olsen, & Patrick, (2002); Havercamp (1998); Havercamp &
Reiss (2003); Kavanaugh & Reiss (2003); Lecavalier & Tasse (2002); Olson & Chapin (in press); Olson &
Weber (2004);Reiss (2000a); Reiss & Crouch (2004); Reiss & Havercamp (1998, 2005); Reiss & Reiss
(2004); Reiss & Wiltz, & Sherman (2001); Takakuwa & Wakabayashi, (1999); and Wiltz & Reiss (2003).
f Mental retardation and developmental disabilities version.

## Zastosowanie
- Rozwój kadry zarządzającej
- Budowanie i rozwój zespołów
- Rozwój pracowników
- Rekrutacja
- Marketing
- Coaching
- Sport